# Giovanni Dominici

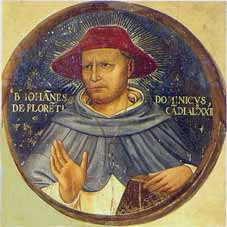
Fra Angelico: Giovanni Dominici, Porträtmedaillon aus der Kreuzigung Christi mit Heiligen, Florenz 1441

Giovanni Dominici oder Johannes Dominici OP, Familienname Banchini, (* um 1356 in Florenz; † 10. Juni 1419 in Buda) war ein italienischer Dominikaner, Theologe, Ordensreformer, Erzbischof von Dubrovnik und Kardinal und ist ein Seliger der katholischen Kirche.

## Leben
Giovanni Dominici entstammte einer Kaufmannsfamilie; seine Mutter war Venezianerin. 1372 trat er ins Dominikanerkloster Santa Maria Novella in Florenz ein, 1375 legte er die Profess ab. Zuvor, so erzählt die Legende, habe ihn die Fürbitte der hl. Katharina von Siena von einer Sprachstörung geheilt. Nach den philosophisch-theologischen Studien empfing er 1380 die Priesterweihe, wurde 1381 Subprior und 1387 Prior des Florentiner Konvents.
1388 ging Dominici als akademischer Lehrer an die Ordenshochschule von San Zanipolo in Venedig. Er war jetzt einer der wichtigsten Mitstreiter des 1380 gewählten Ordensmeisters Raimund von Capua bei der Reform des Dominikanerordens und förderte gegen heftige Widerstände den Plan, die ursprüngliche Disziplin (Observanz) wiederherzustellen. 1391 wurde er Raimunds Stellvertreter als Ordensmeister und Visitator der dominikanischen Observanzklöster. 1395 ging das venezianische Benediktinerinnenkloster Corpus Christi unter Dominicis Führung zur dominikanischen Observanz über. 1399 jedoch wurde er vom Magistrat der Republik Venedig ausgewiesen, weil er gegen ausdrückliches Verbot eine öffentliche Prozession der Bußbewegung I Bianchi organisiert hatte.
Dominici kehrte nach Santa Maria Novella in Florenz zurück, wo er weiter als Lehrer und für die Ordensreform tätig war. 1406 gründete er das observante Dominikanerkloster in Fiesole, in das anderthalb Jahrzehnte später Fra Angelico eintrat. Im selben Jahr sandte ihn die Signoria von Florenz zum Konklave nach Rom, wo er seinen Einfluss für die Wahl des greisen Gregor XII. geltend machte. Es war die Zeit des abendländischen Schismas, und alle Kardinäle hatten vor dem Konklave geschworen, vom Papstamt – falls sie gewählt würden – zurückzutreten, wenn es für die Überwindung der Spaltung nötig würde.
Im Jahr nach der Wahl ernannte Gregor XII. Dominici zum Erzbischof von Ragusa/Dubrovnik, 1408 wurde er zum Kardinalat erhoben und zum Kardinalpriester mit der Titelkirche San Sisto ernannt und 1410 zum Administrator der Diözese Tropea. 1414 schließlich reiste er im Auftrag Gregors zum Konzil von Konstanz und handelte dort die Bedingungen für Gregors Rücktritt zugunsten eines von allen anerkannten neuen Papstes aus. Seine persönliche Autorität und sein diplomatisches Geschick trugen entscheidend zur Überwindung des Schismas bei.
In Konstanz war Dominici 1415 Zeuge der Hinrichtung des böhmischen „Ketzers“ Jan Hus auf dem Scheiterhaufen. Der 1417 gewählte neue Papst Martin V. machte Dominici zu seinem Bevollmächtigten für die Rückführung der Hussiten in die katholische Kirche. Zu diesem Zweck reiste dieser 1418 nach Böhmen, erkannte dort aber schnell die Aussichtslosigkeit von Bekehrungsversuchen und empfahl König Sigismund ein militärisches Vorgehen gegen die Aufständischen. Er starb noch während dieser Reise im Juni 1419 in Buda. Auf Bitten Sigismunds rief Martin V. 1420 mit der Bulle Omnium plasmatoris Domini zu einem Kreuzzug gegen die Hussiten auf; es folgten die fast 20 Jahre andauernden Hussitenkriege.

## Literarisches Werk
Giovanni Dominici war laut Zeitzeugen ein tief bewegender Prediger. Die in lateinischen Nachschriften überkommenen und zu thematischen Traktaten zusammengefassten Predigten lassen davon nur wenig erkennen. Lebendiger sind einige Abhandlungen in der Volkssprache, die sich auch mit sozialen und politischen Themen befassen und dabei ein republikanisches Staatsideal bei gleichzeitiger Ablehnung des aufkommenden Berufspolitikertums erkennen lassen.
Dominicis wichtigstes Werk ist die groß angelegte lateinische Abhandlung Lucula noctis, in der er, bezugnehmend auf Coluccio Salutati, gegen die Ideale und Bildungsinhalte des Renaissance-Humanismus argumentiert.

## Verehrung
Dominici wurde in Buda in der Paulinerkirche bestattet. Sein Grab galt bald als Stätte von Heilungswundern. Als die Kirche bei der osmanischen Eroberung der Stadt 1541 zerstört wurde, gingen die Reliquien verloren, die Verehrung im Dominikanerorden hörte jedoch nicht auf. Papst Gregor XVI. gab ihr 1832 die kirchliche Approbation.